# Centro de Estudios Castellanos
El Centro de Estudios Castellanos fue una institución de investigación y divulgación de la cultura de Castilla fundada en Burgos en junio de 1931. Aquel mismo año aprobó y presentó sus estatutos (Bases del reglamento y exposición a las entidades corporativas), impresos en Hijos de Santiago Rodríguez.

## Historia
Pretendía dinamizar, como antes lo había hecho la Sociedad Castellana de Excursiones, el conocimiento de Castilla. Influyó en su nacimiento el final de la dictadura de Miguel Primo de Rivera y el establecimiento de la Segunda República en España, que nacía con la perspectiva de establecer autonomías regionales, estatus que querían para Castilla intelectuales que veían la autonomía de Cataluña inevitable.
La creación de centros o institutos de estudios era y es muy frecuente en los movimientos culturales y/o sociopolíticos de base territorial.
El mismo año de la fundación, 1931, el periodista Jacinto Torío daba la noticia de la creación del madrileño Centro de Estudios Castellanos en calle Atocha 68 (Casa de Castilla), sede de la Federación Castellana de Deportes Atléticos. En enero de 1933, el Centro de Estudios Castellanos creó una sección artístico-literaria. Su sede estaba en la madrileña calle María Pineda 5.

## Actualidad
El 15 de junio de 2013 surge una organización con el mismo nombre y prácticamente los mismos fines, explicados en el Manifiesto de Covarrubias. "El CENTRO DE ESTUDIOS CASTELLANOS es una forma renovada de hacernos presentes en la cultura y en la sociedad actual, con los medios que nos ofrecen las nuevas técnicas de comunicación."-